# Ryszard Bochenek

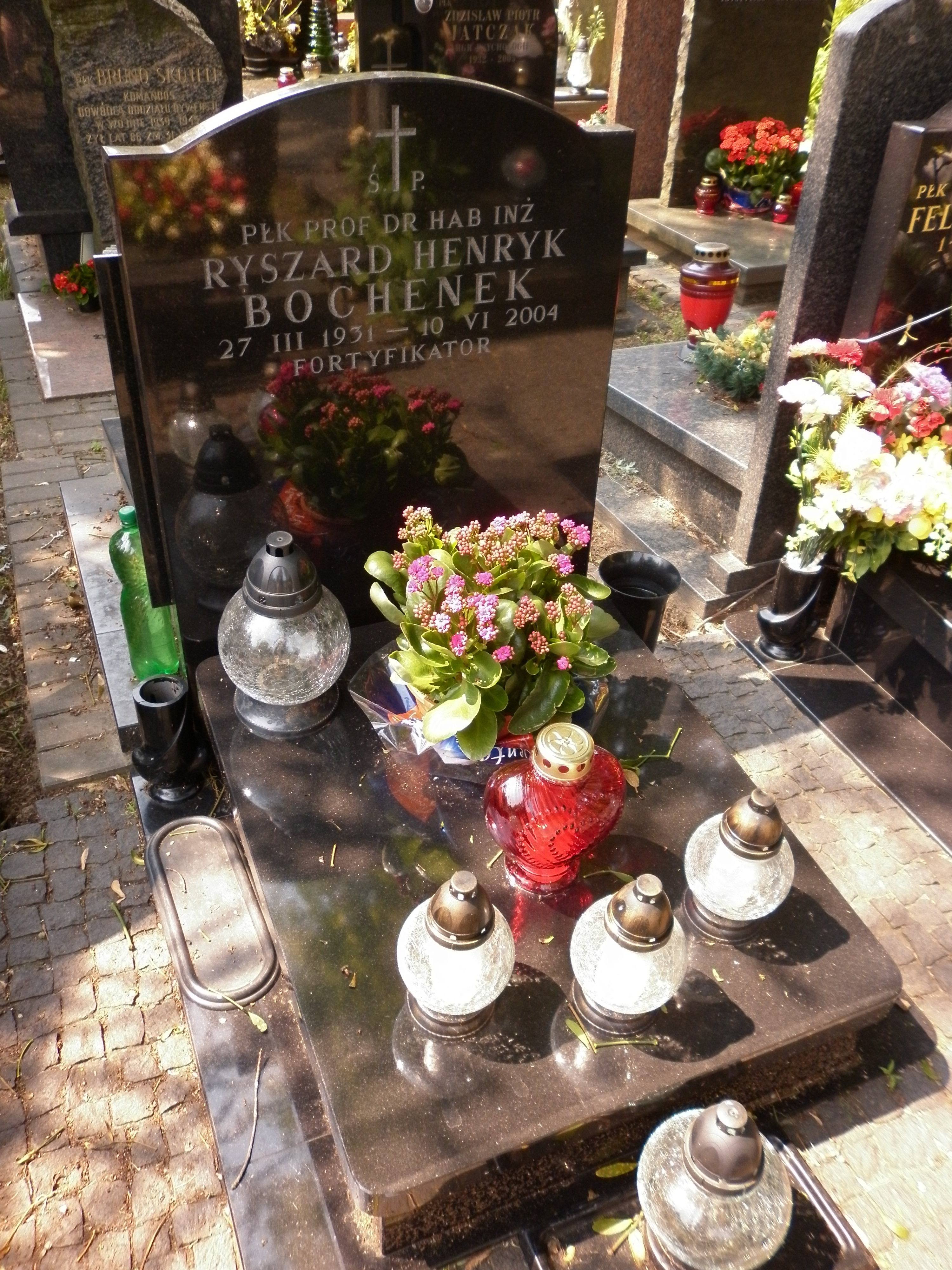
Grób Ryszarda Bochenka na Cmentarzu Wojskowym na Powązkach

Ryszard Henryk Bochenek (ur. 27 marca 1931, zm. 10 czerwca 2004) – pułkownik doktor habilitowany inżynier Wojska Polskiego, profesor Wojskowej Akademii Technicznej, inżynier wojskowy, badacz fortyfikacji.
Był autorem szeregu książek, wśród których wymienić należy tytuły:
- „Od muru chińskiego do Linii Maginota”[2],
- „Problem militarnego funkcjonowania budowli fortyfikacyjnych na przykładzie twierdzy Modlin”,
- „Twierdza Modlin”,
- „1000 słów o inżynierii i fortyfikacjach” Wydawnictwo Ministerstwa Obrony Narodowej 1980 (wyd. II-gie uzupełnione 1989)
- „Twierdza Jasna Góra” Wydawnictwo Bellona 1997

Pochowany został na Cmentarzu Wojskowym w Warszawie (kwatera I urnowa-3-12).